# Anton-Marin Mangiurea
Marin-Anton Mangiurea (n. 1 iunie 1936 la Corabia, jud. Olt) este un fost deputat român în legislatura 1990-1992, ales în județul Constanța pe listele partidului FSN și în legislatura 1992-1996, ales în județul Constanța pe listele partidului PDSR. Marin-Anton Mangiurea a fost membru în grupul parlamentar de prietenie cu Polonia. 